# Joe Hill
Joe Hill, nascido Joel Emmanuel Hägglund, e também conhecido como Joseph Hillström (Gävle, Suécia, 7 de outubro de 1879 ou 1882 – Salt Lake City, Utah, Estados Unidos, 19 de novembro de 1915) foi um anarcossindicalista, compositor, músico libertário nascido na Suécia e radicado nos Estados Unidos, país em que fez parte da organização libertária Industrial Workers of the World (IWW, também conhecida como Wobblies). Foi executado por assassinato após um julgamento controverso. Depois de sua morte, foram compostas diversas canções folk em sua memória.
Hill nasceu na cidade de Gävle, capital do condado de Gävleborg, Suécia. Ele emigrou para os Estados Unidos em 1902, onde se tornou um trabalhador migrante, foi da cidade Nova Iorque até a cidade de Cleveland, no estado de Ohio, e eventualmente até a costa oeste. Ele estava em São Francisco, Califórnia, na época do terremoto de 1906. Hill se juntou à organização Industrial Workers of the World ou Wobblies em meados de 1910, quando estava trabalhando nas docas em San Pedro, Califórnia. No final de 1910 Hill escreveu uma carta para o jornal da IWW, o Industrial Worker (Trabalhador Industrial), se identificando como um membro da IWW de Portland, Oregon.
Hill tornou-se importante no interior da IWW e passou a viajar por todo o país, organizando os trabalhadores sob a bandeira do anarcossindicalismo, escrevendo canções políticas e poemas satíricos, e realizando palestras. Suas músicas frequentemente se apropriavam de melodias familiares das músicas de seu tempo. Entre outras, Joe Hill compôs o verso "pie in the sky" (torta no céu), que aparece em sua canção "The Preacher and the Slave" (O Padre e o Escravo) parodiando o hino religioso "In the Sweet Bye and Bye". Outras canções notáveis escritas por Hill são "The Tramp", "There is Power in the Union", "Rebel Girl", e "Casey Jones: Union Scab".